# 카멜롯

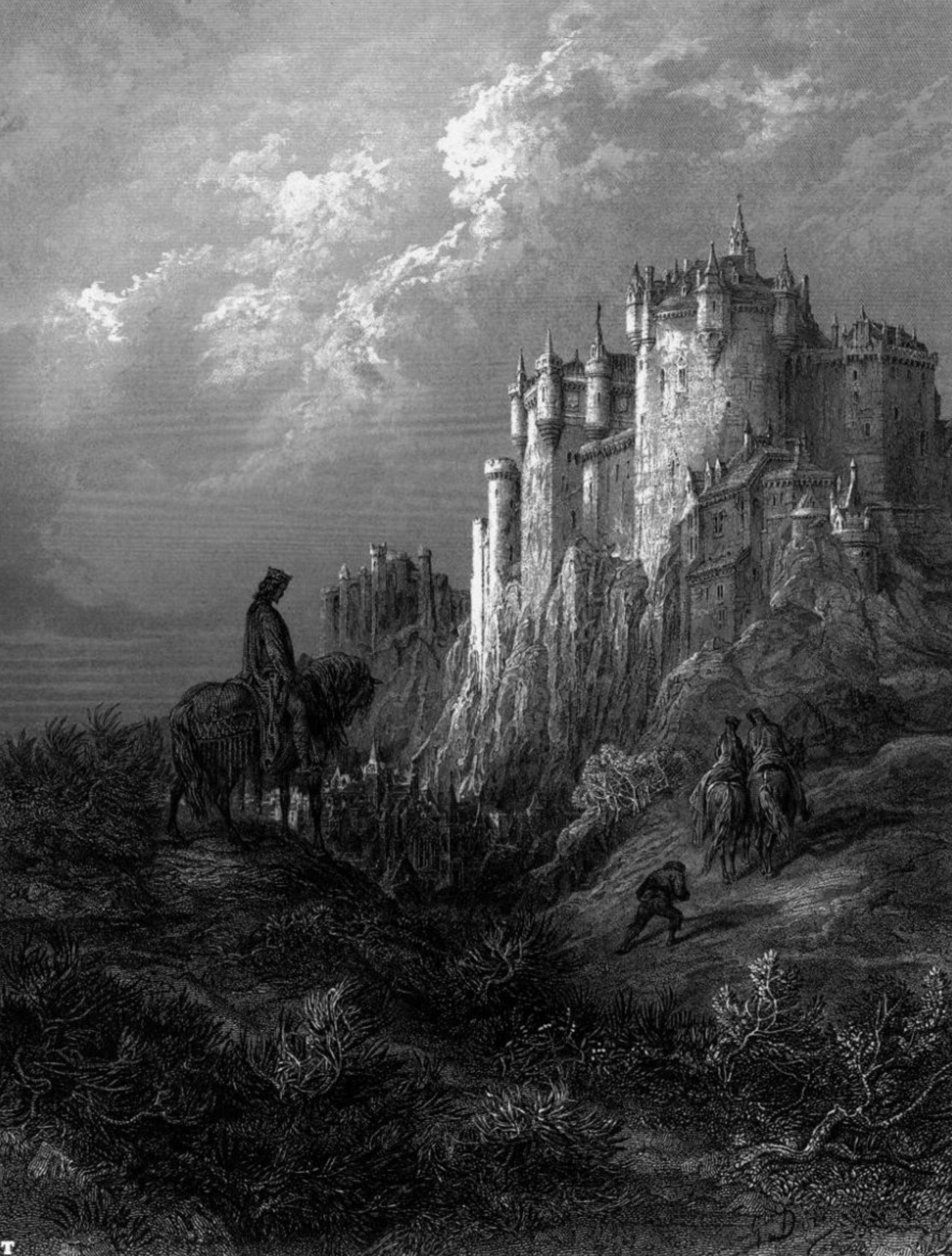
국왕목가의 카멜롯 일러스트 (귀스타브 도레 그림, 1868)

카멜롯(프랑스어: Camelot)은 아서왕 전설에 등장하는 궁전 및 도시이다. 초기 아서왕 문헌에서는 전혀 등장하지 않으며, 12세기 프랑스에서 쓰여진 2차 창작물에서 랜슬롯, 성배와 함께 등장하기 시작하여 아서왕의 나라인 로에그리아의 수도이자 아서 전설 세계관의 상징으로 자리잡게 되었다. 15세기부터 "진짜 카멜롯"에 대한 여러 이야기들이 분분했고 오늘날에도 관광을 목적으로 그러한 이야기들이 만들어지고 있지만 학자들은 대부분 카멜롯을 완전한 창작의 산물이라고 생각하며, 실존하는 장소 어느 곳과도 연관지을 수 없다고 본다.